# Basílica de la Santa Creu

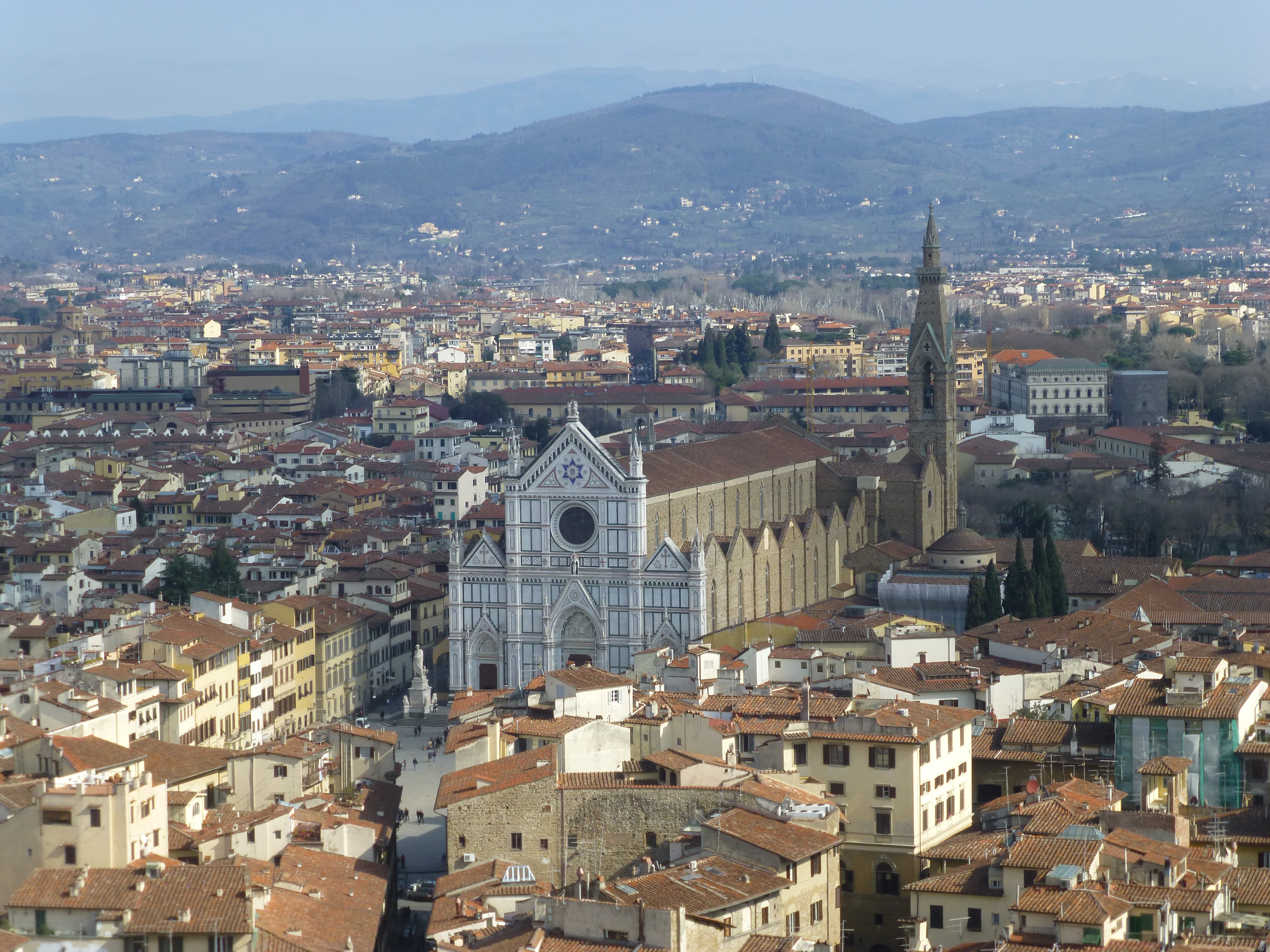
Santa Creu

La Basílica de la Santa Creu, situada a la plaça homònima de Florència, és una de les esglésies més grans oficiades pels franciscans i una de les majors realitzacions del gòtic a Itàlia. És a la Piazza di Santa Croce, a uns 800 metres al sud-est de la catedral de Santa Maria del Fiore. El lloc, quan fou escollit, era una zona de marjal fora de les muralles de la ciutat. És coneguda com Il tempio dell'Itale glorie (el temple de les glòries itàliques), per les nombroses sepultures d'artistes emèrits, homes de lletres i de ciències que s'hi troben, com ara Miquel Àngel, Galileo, Maquiavel, Gentile o Rossini.
La Santa Creu és un símbol prestigiós de Florència, el lloc de trobada dels majors artistes, teòlegs, religiosos, literats, humanistes i polítics que van determinar la identitat de la Florència de la baixa edat mitjana i del renaixement. Hi trobaren hospitalitat cèlebres personatges de la història de l'església, com ara sant Bonaventura, o sant Antoni de Pàdua. Fou, així mateix, lloc d'acollida per als papes de Roma: Sixt IV, Eugeni IV, Lleó X, Climent XIV.
Entre els seus arxius es conserven testimonis de la construcció quotidiana, al llarg dels segles, d'un gran projecte amb els seus artífexs, recursos, objectius i dificultats.

## Edifici
La Basílica és l'església franciscana més gran del món. La llegenda diu que Santa Croce va ser fundada pel mateix Sant Francesc. La construcció de l'actual església, reemplaçant un edifici anterior, començà el 12 de maig de 1294,
possiblement per Arnolfo di Cambio, i va ser fiançada per algunes de les famílies més riques de la ciutat. Va ser consagrada l'any 1442 pel papa Eugeni IV. El disseny de l'edifici palesa l'actitud austera dels franciscans. La planta és en creu egípcia o Tau (un símbol de Sant Francesc), amb 115 de llargada i amb una nau i dos corredors separats per línies de columnes octogonals. El sud de l'església era un convent, del qual romanen alguns edificis.
Al claustre principal es troba la Cappella dei Pazzi, que va ser construïda per ser la sala capitular entre 1442 i 1446, essent finalitzada a la dècada del 1470. Filippo Brunelleschi (qui havia dissenyat i executat la cúpula de la Catedral) va participar en el seu disseny, que ha romàs rigorosament simple i auster.

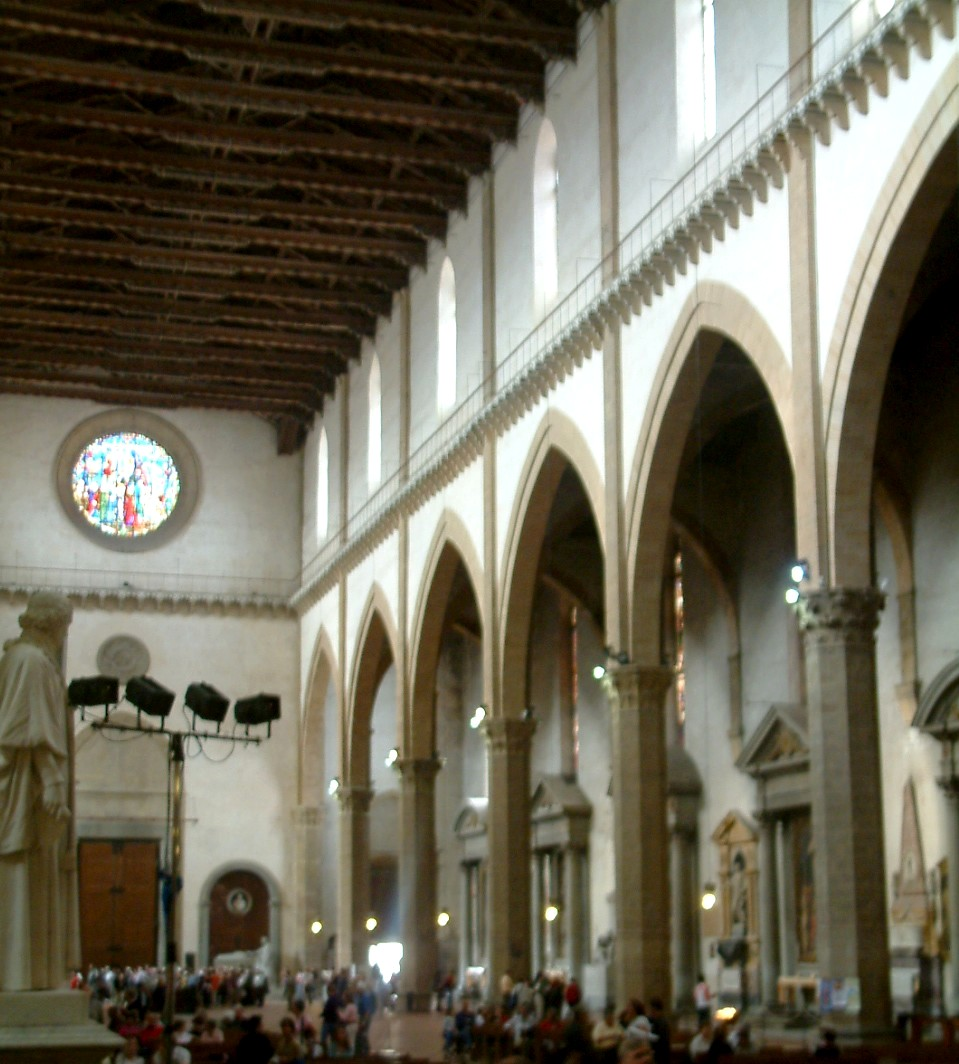
Interior

En 1560, el cor es va retirar com a conseqüència derivada de Contrareforma i l'interior es va reconstruir per Giorgio Vasari. Com a resultats la decoració de l'església va patir danys i la major part dels altars que es trobaven adossats al cor es van perdre.
El campanile, (campanar) va ser reconstruït l'any 1842, reemplaçant l'anterior destruït per un llamp. La façana neogòtica de marbre, obra de Nicolò Matas, és de 1857-1863.
El 1866, el complex va esdevenir propietat pública, conseqüència de la supressió dels ordes religiosos per part del govern italià, després de les guerres que dugueren a la unificació italiana.

El Museu de l'Obra de Santa Croce està situat principalment al refectori. Al claustre hi ha un monument dedicat a Florence Nightingale, com a homenatge de la ciutat en què va nàixer i en honor de la qual va ser batejada. Brunelleschi va ser l'autor de claustre interior, acabat l'any 1453.
L'any 1966 el riu Arno inundà bona part de Florència, incloent-hi Santa Croce. L'aigua va penetrar a l'església portant fang, contaminants i oli mineral. Els danys van ser grans i es va trigar dècades a reparar-los.
Actualment el dormitori dels pares franciscans alberga la Scuola del Cuoio (Escola del Cuir). Els visitants poden contemplar el treball d'artesania de cuir i la fabricació de moneders, bitlleteres i altres objectes de cuir, i comprar-ne a la botiga annexa.

## Art
A la Basílica hi ha obra dels següents artistes:
- Benedetto da Maiano (púlpit; portes de la Cappella dei Pazzi, amb el seu germà Giuliano)
- Antonio Canova (Monument a Alfieri)
- Cimabue (Crucifixió, molt deteriorada per la riuada de 1966, actualment al refectori)
- Andrea della Robbia (retaule de la Capella dels Mèdici)
- Luca della Robbia (decoració de la Capella dei Pazzi)
- Desiderio da Settignano (Sepulcre de Marsuppini; frisos a la Capella dei Pazzi)
- Donatello (relleu de l'Anunciació al mur sud; crucifix a la Capella Bardi, situada a la banda dreta; Sant Lluís de Nàpols al refectori, originalment fet per a Orsanmichele)
- Agnolo Gaddi (frescos de la Capella Castellani i del santuari; vitralls del santuari)
- Taddeo Gaddi (frescos a la Capella Baroncelli; Crucifixió a la sagristia; Últim Sopar al refectori, considerada la seua millor obra)
- Giotto (frescos a la Capella Peruzzi i part dreta de la Capella Bardi; possiblement Coronació de la Mare de Déu, retaule a la Capella Baroncelli)
- Giovanni da Milano (frescos a la Capella Rinuccini) amb escenes de la Vida de la Mare de Déu i la Magdalena
- Maso di Banco (frescos a la Capella Bardi di Vernio) representant Escenes de la vida de Sant Silvestre (1335-1338).
- Henry Moore (estàtua d'un guerrer al Claustre Principal)
- Andrea Orcagna (frescos en la seua major part perduts durant la remodelació de Vasari, alguns fragments s'han conservat al refectori)
- Antonio Rossellino (relleu de la Madonna del Latte (1478) al corredor sud)
- Bernardo Rossellino (Sepulcre de Bruni)
- Santi di Tito (Sopar a Emaús i Ressurrecció, retaules al corredor nord)
- Giorgio Vasari (Tomba de Miquel Àngel) amb escultures de Valerio Cioli, Iovanni Bandini i Battista Lorenzi. Camí del Calvari pintat per Vasari.[4]
- Domenico Veneziano (Sants Joan i Francesc al refectori)

Un políptic de Lorenzo di Niccolò va estar situat a la capella dels Mèdici però actualment es troba espars entre museus florentins i el Museu Bagatti Valsecchi de Milà.

## Monuments funeraris

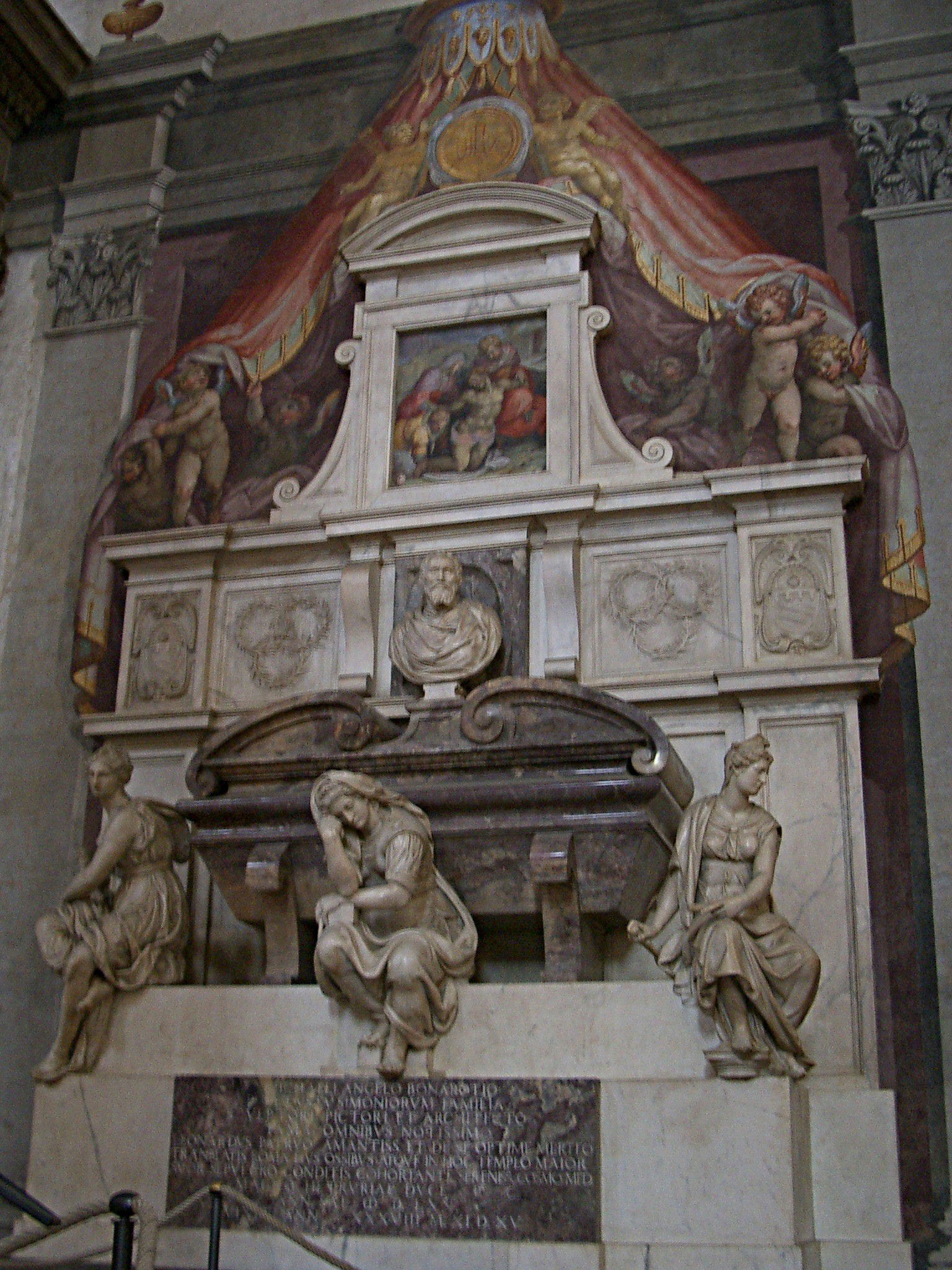
Sepulcre de Miquel Àngel

La Basílica esdevingué un lloc de devoció i mecenatge per als florentins, i a poc a poc s'instaurà el costum d'enterrar-hi els florentins distingits per les seues contribucions. Alguns sepulcres de personalitats van ser col·locats a les capelles «privades» de les famílies riques, com ara els Bardi o els Peruzzi. Més endavant es va dedicar un espai exclusiu per als italians notables. Durant 500 anys s'han estat erigint-hi monuments funeriralis, entre els quals cal destacar els de:
- Leon Battista Alberti (arquitecte i teòric de l'art del segle xv)
- Vittorio Alfieri (poeta i dramaturg del segle xviii)
- Eugenio Barsanti (co-inventor del motor de combustió interna)
- Lorenzo Bartolini (escultor)
- Julie Clary, esposa de Josep I Bonaparte, i la seua filla Charlotte Napoleó Bonaparte
- Leonardo Bruni (canceller de la República al segle xv, erudit i historiador)
- Dante (actualment soterrat a Ravenna)
- Ugo Foscolo (poeta)
- Galileo Galilei, amb les del seu deixeble Vincenzo Viviani
- Giovanni Gentile (filòsof)
- Lorenzo Ghiberti
- Vittorio Ghiberti
- Niccolò Machiavelli, per Innocenzo Spinazzi
- Carlo Marsuppini (Canceller de la República florentina del segle xv)
- Michelangelo Buonarroti
- Raffaello Morgheni (gravador)
- Gioacchino Rossini
- Lluïsa de Stolberg-Gedern (esposa de Carles III d'Anglaterra i Escòcia)
- Guglielmo Marconi
- Enrico Fermi